# 阿佩萊維鄉
44°04′N 24°04′E / 44.067°N 24.067°E
阿佩萊維鄉（羅馬尼亞語：Comuna Apele Vii, Dolj），是羅馬尼亞的鄉份，位於該國西南部，由多爾日縣負責管轄，面積61平方公里，海拔高度140米，2007年人口2,295，人口密度每平方公里37人。